# Yopie Prins
Yopie Prins (* 26. März 1955) ist eine US-amerikanische Klassische Philologin.

## Leben
Prins studierte Altgriechisch am Swarthmore College und Anglistik am Newnham College in Cambridge. Sie verbrachte ein Jahr an der Universität Amsterdam als Fulbright-Stipendiatin, bevor sie 1991 in Vergleichender Literaturwissenschaft an der Princeton University promovierte. Sie lehrte vier Jahre am Oberlin College, bevor sie an die University of Michigan wechselte. Sie unterrichtet seit 1994 an der University of Michigan und ist dort derzeit Vorsitzende des Instituts für Vergleichende Literaturwissenschaft. Sie war von 2013 bis 2015 die Vizepräsidentin der American Association for Comparative Literature und von 2015 bis 2016 die Präsidentin. Sie ist Irene Butter Collegiate Professor für Anglistik und Vergleichende Literaturwissenschaft an der University of Michigan. Ihre Forschung umfasst klassische Rezeption, vergleichende Literaturwissenschaft, historische Poetik, Lyriktheorie, Übersetzungswissenschaft und viktorianische Poesie.
Prins ist mit dem amerikanischen Komponisten Michael Daugherty verheiratet.

## Schriften (Auswahl)
- als Herausgeberin mit Maeera Shreiber: Dwelling in Possibility. Women Poets and Critics on Poetry. Ithaca 1997, ISBN 0-8014-3199-9.
- Victorian Sappho. Princeton 1999, ISBN 0-691-05919-5.
- als Herausgeberin mit Virginia Jackson: The lyric theory reader. A critical anthology. Baltimore 2014, ISBN 1-4214-1200-4.
- Ladies' Greek. Victorian translations of tragedy. Princeton 2017, ISBN 978-0-691-14189-3.